# ヤン・ピナス
ヤン・ピナス（Jan Pynas または Jan Symonsz. Pynas、1583年か1584年の生まれ、1637年12月27日に没）は、オランダの画家である。ピーテル・ラストマンや弟のヤコブ・ピナスとともに「レンブラント前派」の画家として論じられる。

## 略歴
北ホラント州のアルクマールで生まれた。1590年にアムステルダムの市民権を得たカトリック教徒の息子であるとされる。弟のヤコブ・ピナス(Jacob Pynas; 1592-1650)も画家になった。1605年ころ弟とイタリアに修行に出て、イタリアで修行していたピーテル・ラストマンやアダム・エルスハイマーと知り合った 。
1610年からライデンで働き、1613年からアムステルダムで働いた。1611年に妹がアムステルダムの画家、Jan Tengnagel(1584-1635)と結婚した。1615年には再びイタリアへ旅したとされ、1616年にはデンマーク王のクリスチャン4世の宮殿の装飾画を描いた。
18世紀初めに画家の伝記を出版したアルノルト・ホウブラーケンによれば、1623年から1624年の数か月間、10代であったレンブラント・ファン・レイン(1606-1669)が、ピーテル・ラストマンや、弟のヤコブ・ピナスに学んだとされている。この兄弟の画家は、名前のイニシャルが同じことからしばしば混同が起きてきた。1660年に、レンブラントはラストマンとヤン・ピナスの絵を購入した記録がある。
聖書の物語を題材にした作品が多く、人物を描くのを得意にしたとされる。

## 作品

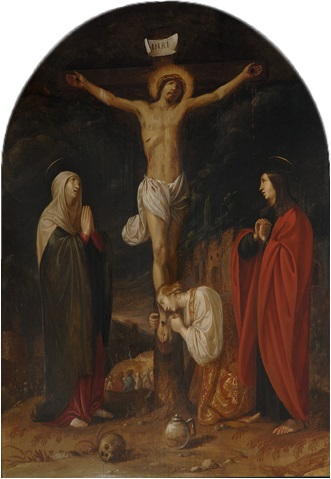
十字架の下の聖母マリアと聖ヨハネ
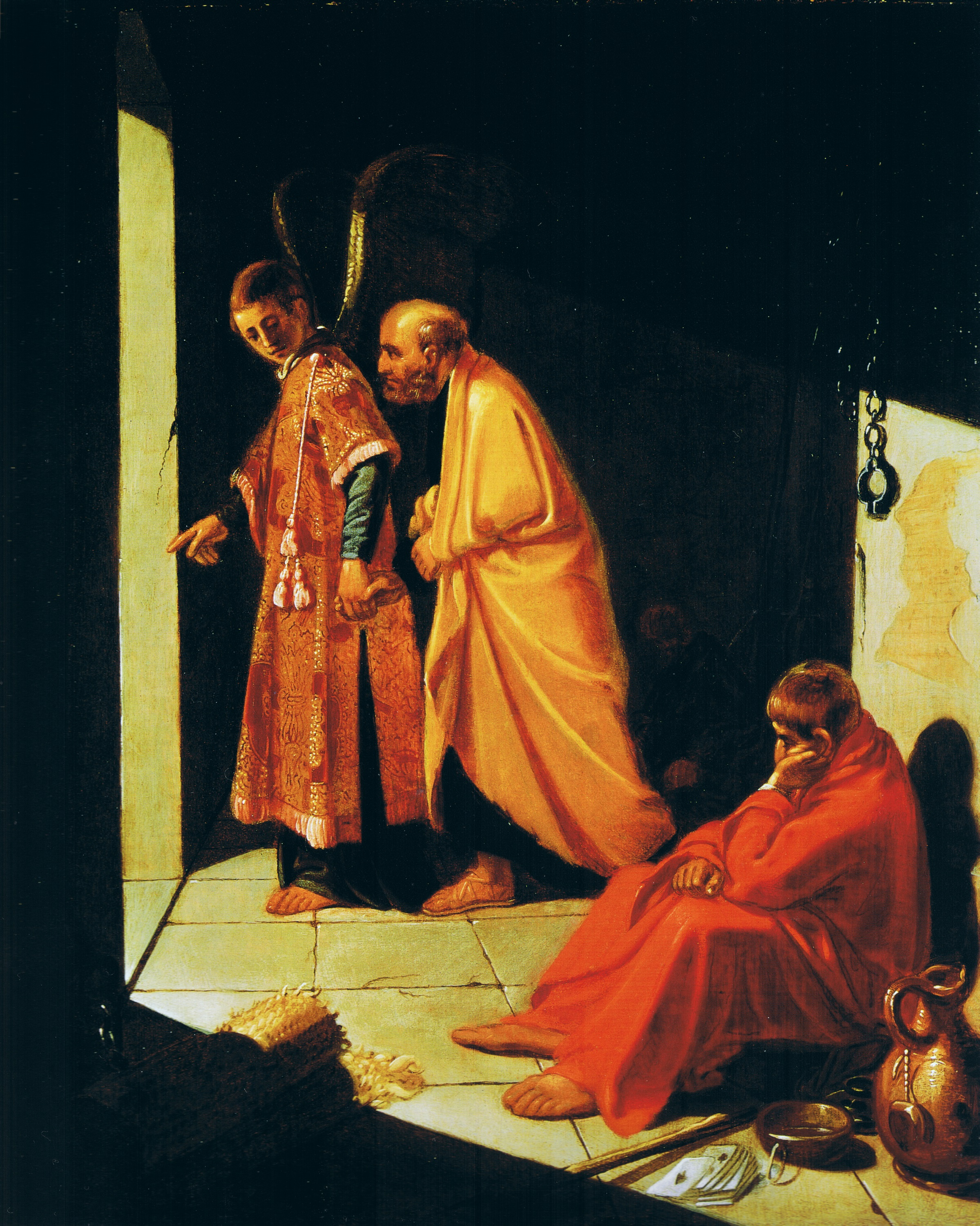
聖ペテロの解放 レンブラントの家蔵
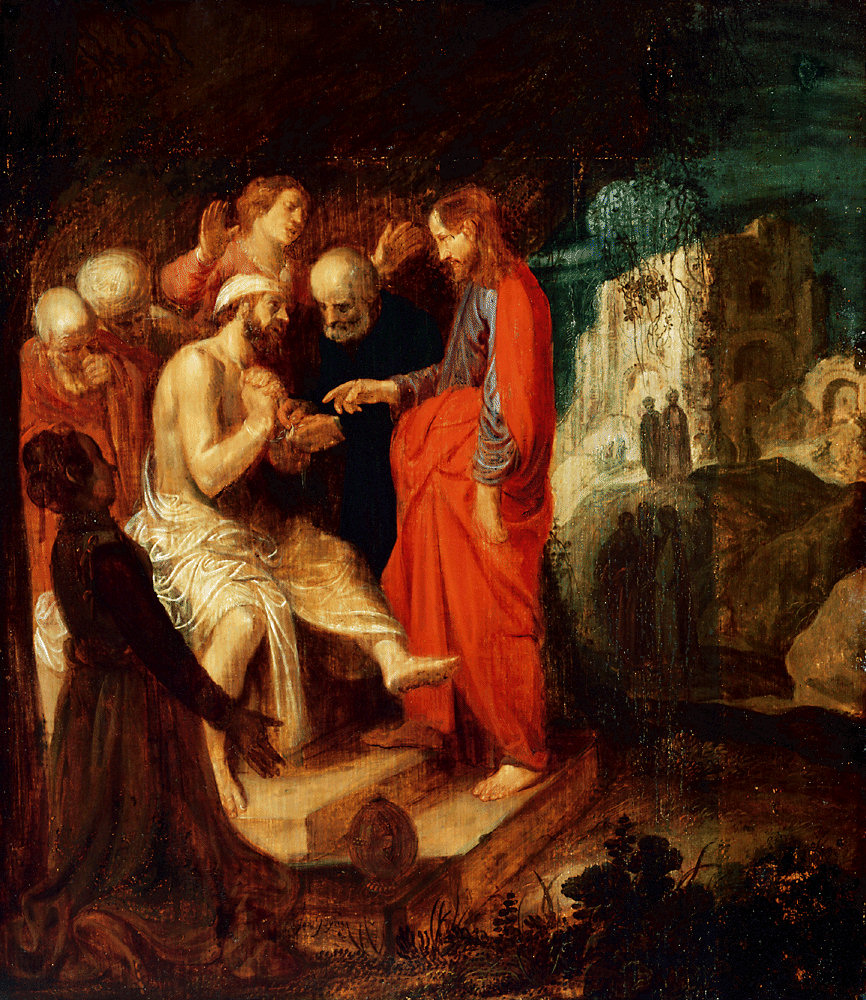
ラザロの復活 フィラデルフィア美術館蔵

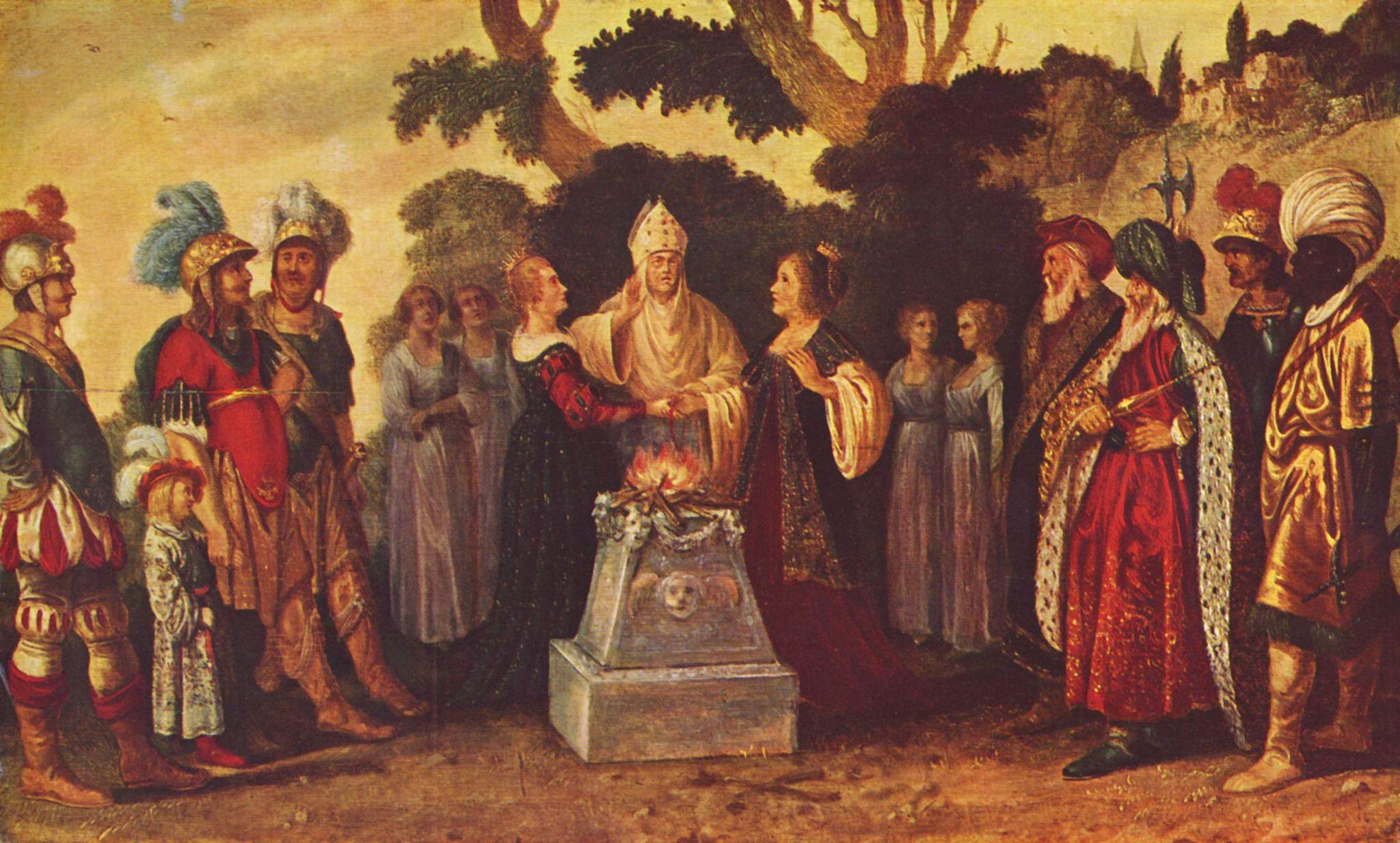
Historische Allegorie ブダペスト美術館蔵
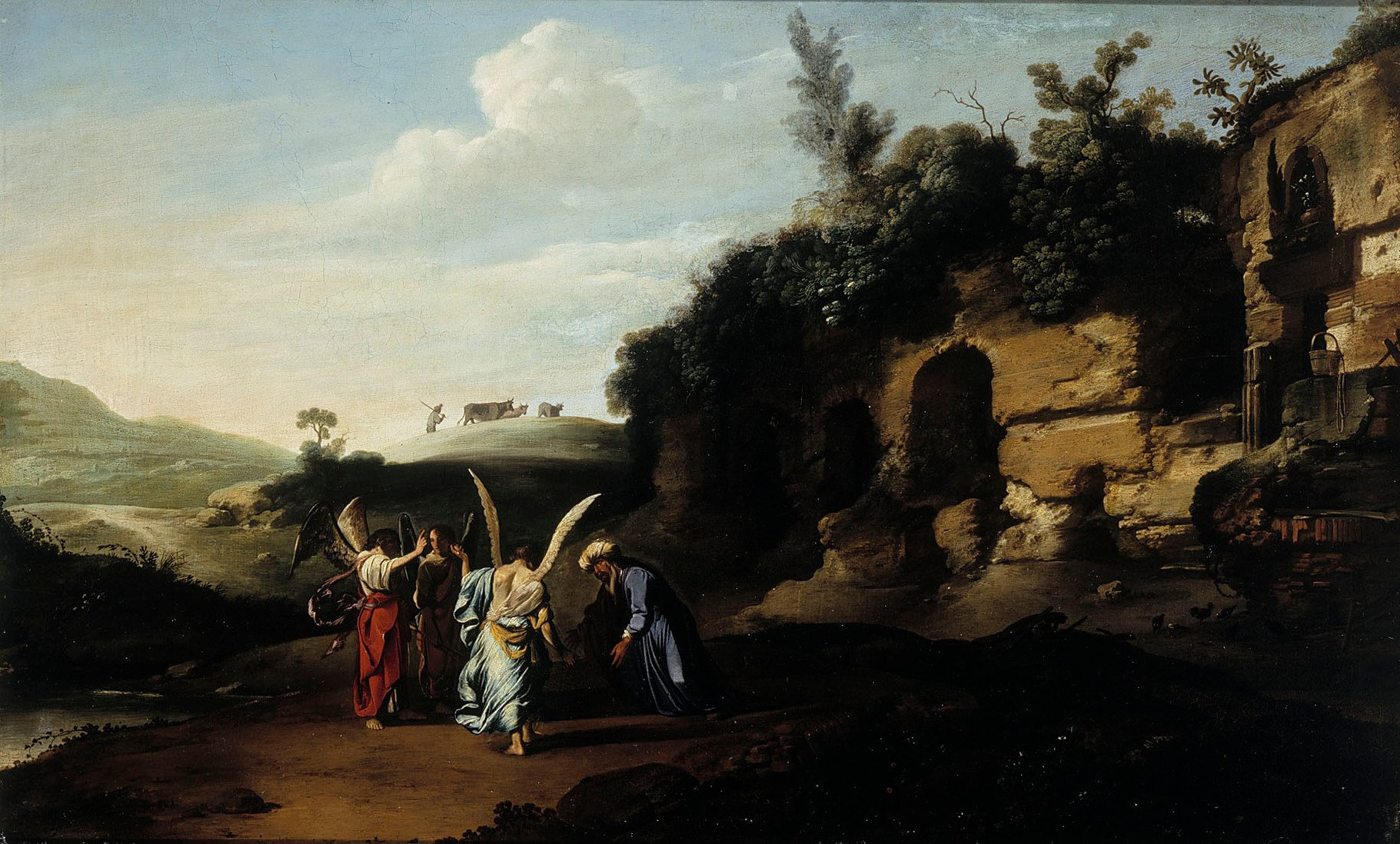
天使たちを迎えるアブラハム フィンランド国立美術館蔵
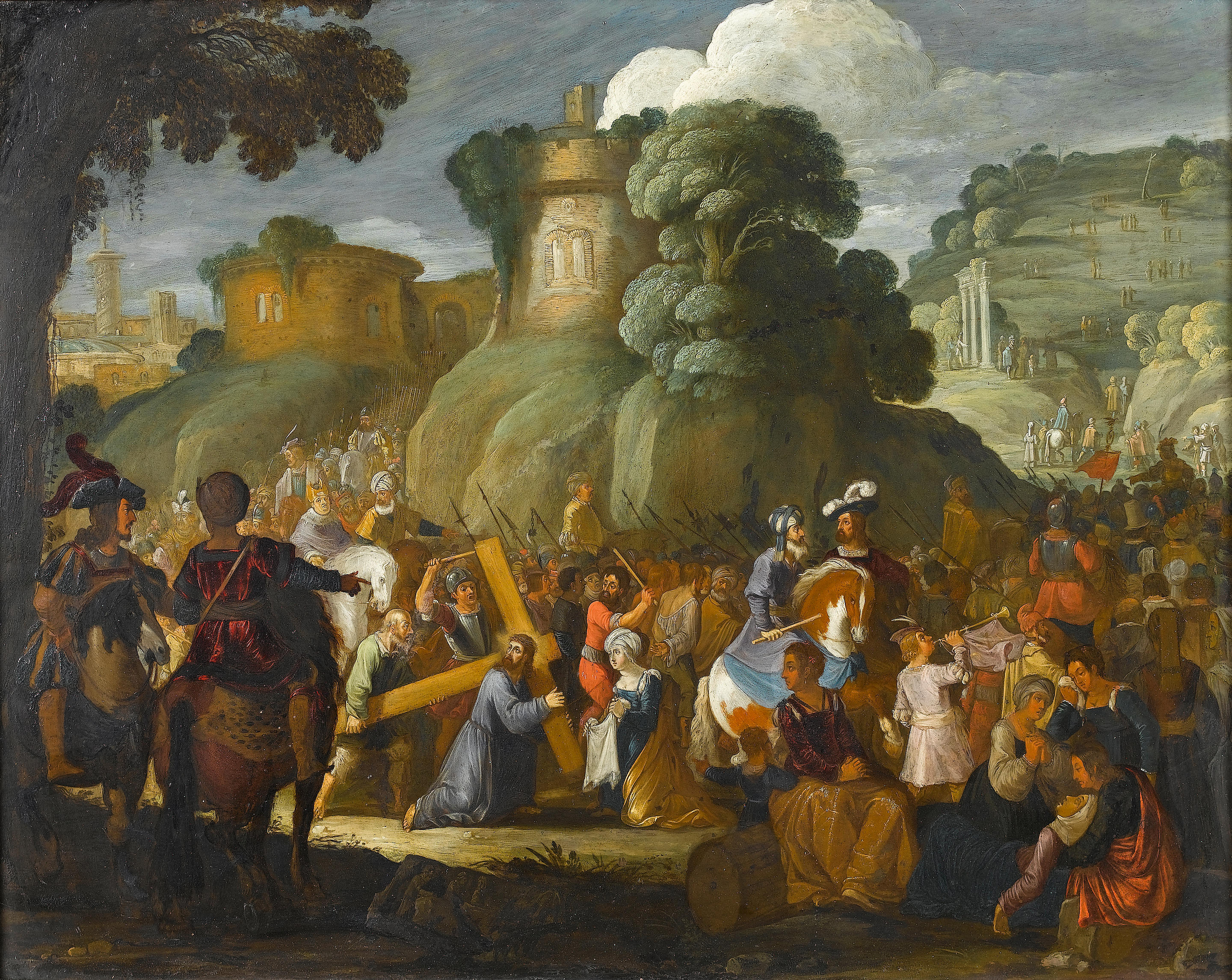
刑場へ行くキリスト、個人蔵